# U.S. Open (golfe)
O U.S. Open de golfe ou United States Open Championship é um dos quatro maiores torneios de golfe do mundo, denominados de majors. Acontece anualmente em junho e faz parte do circuito do PGA Tour e do DP World Tour. Dirigido pela USGA, conta com o maior prémio de todos os majors com 12,5 milhões de dólares.
Desde 1898, a competição tem sido disputada em 72 buracos (sendo 4 voltas em um campo de 18 buracos), com o vencedor sendo o jogador com o menor número total de tacadas. É organizado pela Associação de Golfe dos Estados Unidos (USGA) em meados de junho, programado para que, se não houver atrasos no clima, a rodada final seja disputada no terceiro domingo do mês, que é o Dia dos Pais. O US Open é realizado em vários campos, organizados de tal forma que a pontuação seja muito difícil.

## História
O primeiro US Open foi disputado em 4 de outubro de 1895, em um campo de nove buracos no Newport Country Club em Newport, Rhode Island. Foi uma competição de 36 buracos e foi jogada em um único dia. Dez profissionais e um amador competiram. O vencedor foi Horace Rawlins, um inglês de 21 anos que havia chegado aos EUA no início daquele ano para ocupar uma posição no clube anfitrião. Recebeu US$ 150 em dinheiro de um fundo de prêmios de US$ 335, mais uma medalha de ouro de US$ 50; seu clube recebeu o troféu Open Championship Cup, que foi apresentado pela USGA.
No início, o torneio foi dominado por jogadores britânicos experientes até 1911, quando John J. McDermott se tornou o primeiro vencedor nativo americano. Golfistas americanos logo começaram a ganhar regularmente e o torneio evoluiu para se tornar um dos quatro principais torneios do mundo.
Desde 1911, o título foi ganho principalmente por jogadores dos Estados Unidos. Desde 1950, jogadores de apenas seis países além dos Estados Unidos ganharam o campeonato, mais notavelmente a África do Sul, que ganhou cinco vezes desde 1965. Uma série de quatro vencedores consecutivos não-americanos ocorreu de 2004 a 2007 pela primeira vez desde 1910. Esses quatro jogadores, o sul-africano Retief Goosen (2004), o neozelandês Michael Campbell (2005), o australiano Geoff Ogilvy (2006) e o argentino Ángel Cabrera (2007), são todos de países do hemisfério sul. Graeme McDowell (2010), da Irlanda do Norte, tornou-se o primeiro jogador europeu a vencer o evento desde Tony Jacklin, da Inglaterra, em 1970; mais três europeus venceram nas próximas quatro edições, somando apenas três vitórias americanas nos 11 torneios de 2004 até 2014.
O jogo do US Open é caracterizado por uma pontuação apertada ou em torno de par do campo pelos líderes, com o vencedor geralmente emergindo em torno do par do campo. Um campo do US Open raramente é batido severamente, e tem havido muitas vitórias exageradas (em parte porque o par é normalmente estabelecido em 70, exceto nos campos mais longos). Normalmente, um campo aberto é bastante longo e terá um alto corte de rugosidade primária (denominado "Aberto áspero" pela imprensa e fãs americanos); greens ondulantes (como em Pinehurst em 2005, que foi descrito por Johnny Miller da NBC que era "como tentar bater uma bola em cima de um Fusca"); fairways apertados (especialmente no que se espera que sejam buracos menos difíceis); e dois ou três buracos que são par de cinco curtos em jogo regular seriam usados como parcos longos durante o torneio (freqüentemente para atender aquele par de 70 freqüentemente usado, forçando os jogadores a ter longos tiros). Alguns ccampos que estão tentando entrar na rotação do Aberto dos EUA passarão por reformas para desenvolver esses recursos. Rees Jones é o mais notável que assumem esses projetos; seu pai, Robert Trent Jones, havia preenchido esse papel antes. Como em qualquer torneio de golfe profissional, o espaço disponível ao redor do campo (para os espectadores, entre outras considerações) e a infraestrutura local também influenciam na decisão dos campos que receberão o evento.

## Campeões
| Ano  | Campeão                                    | País                                       | Clube                                      | Local                                      | Res.                                       | do par                                     | Margem                                     |
| 2025 | J. J. Spaun                                | Estados Unidos                             | Oakmont                                    | Plum, Pensilvânia                          | 279                                        | -1                                         | 2 tacadas                                  |
| 2024 | Bryson DeChambeau                          | Estados Unidos                             | Pinehurst Resort                           | Pinehurst, Carolina do Norte               | 274                                        | -6                                         | 1 tacadas                                  |
| 2023 | Wyndham Clark                              | Estados Unidos                             | Los Angeles Country Club                   | Los Angeles, Califórnia                    | 270                                        | -10                                        | 1 tacada                                   |
| 2022 | Matt Fitzpatrick                           | Inglaterra                                 | The Country Club                           | Brookline, Massachusetts                   | 274                                        | -6                                         | 1 tacadas                                  |
| 2021 | Jon Rahm                                   | Espanha                                    | Torrey Pines Golf Course                   | San Diego, Califórnia                      | 278                                        | -6                                         | 1 tacada                                   |
| 2020 | Bryson DeChambeau                          | Estados Unidos                             | Winged Foot Golf Club                      | Mamaroneck, Nova York                      | 274                                        | -6                                         | 6 tacadas                                  |
| 2019 | Gary Woodland                              | Estados Unidos                             | Pebble Beach Golf Links                    | Pebble Beach, Califórnia                   | 271                                        | -13                                        | 3 tacadas                                  |
| 2018 | Brooks Koepka                              | Estados Unidos                             | Shinnecock Hills Golf Club                 | Shinnecock Hills, Nova York                | 281                                        | +1                                         | 1 tacada                                   |
| 2017 | Brooks Koepka                              | Estados Unidos                             | Erin Hills                                 | Erin, Wisconsin                            | 272                                        | -16                                        | 4 tacadas                                  |
| 2016 | Dustin Johnson                             | Estados Unidos                             | Oakmont Country Club                       | Oakmont, Pensilvânia                       | 276                                        | -4                                         | 3 tacadas                                  |
| 2015 | Jordan Spieth                              | Estados Unidos                             | Chambers Bay                               | University Place, Washington               | 275                                        | -5                                         | 1 tacada                                   |
| 2014 | Martin Kaymer                              | Alemanha                                   | Pinehurst Resort                           | Pinehurst, Carolina do Norte               | 271                                        | -9                                         | 8 tacadas                                  |
| 2013 | Justin Rose                                | Inglaterra                                 | Merion Golf Club                           | Filadélfia,Pensilvânia                     | 281                                        | +1                                         | 2 tacadas                                  |
| 2012 | Webb Simpson                               | Estados Unidos                             | Olympic Club                               | São Francisco, Califórnia                  | 281                                        | +1                                         | 1 tacada                                   |
| 2011 | Rory McIlroy                               | Irlanda do Norte                           | Congressional Country Club                 | Bethesda, Maryland                         | 268                                        | –16                                        | 8 tacadas                                  |
| 2010 | Graeme McDowell                            | Irlanda do Norte                           | Pebble Beach Golf Links                    | Pebble Beach, California                   | 284                                        | E                                          | 1 tacada                                   |
| 2009 | Lucas Glover                               | Estados Unidos                             | Bethpage State Park                        | Farmingdale, Nova York                     | 276                                        | –4                                         | 2 tacadas                                  |
| 2008 | Tiger Woods                                | Estados Unidos                             | Torrey Pines Golf Course                   | San Diego, Califórnia                      | 283                                        | –1                                         | Playoff                                    |
| 2007 | Ángel Cabrera                              | Argentina                                  | Oakmont Country Club                       | Oakmont, Pensilvânia                       | 285                                        | +5                                         | 1 tacada                                   |
| 2006 | Geoff Ogilvy                               | Austrália                                  | Winged Foot Golf Club                      | Mamaroneck, Nova Iorque                    | 285                                        | +5                                         | 1 tacada                                   |
| 2005 | Michael Campbell                           | Nova Zelândia                              | Pinehurst Resort                           | Pinehurst, Carolina do Norte               | 280                                        | E                                          | 2 tacadas                                  |
| 2004 | Retief Goosen                              | África do Sul                              | Shinnecock Hills Golf Club                 | Shinnecock Hills, Nova Iorque              | 276                                        | –4                                         | 2 tacadas                                  |
| 2003 | Jim Furyk                                  | Estados Unidos                             | Olympia Fields Country Club                | Olympia Fields, Illinois                   | 272                                        | –8                                         | 3 tacadas                                  |
| 2002 | Tiger Woods                                | Estados Unidos                             | Bethpage State Park                        | Farmingdale, Nova Iorque                   | 277                                        | –3                                         | 3 tacadas                                  |
| 2001 | Retief Goosen                              | África do Sul                              | Southern Hills Country Club                | Tulsa, Oklahoma                            | 276                                        | –4                                         | Playoff                                    |
| 2000 | Tiger Woods                                | Estados Unidos                             | Pebble Beach Golf Links                    | Pebble Beach, Califórnia                   | 272                                        | –12                                        | 15 tacadas                                 |
| 1999 | Payne Stewart                              | Estados Unidos                             | Pinehurst Resort                           | Pinehurst, Carolina do Norte               | 279                                        | –1                                         | 1 tacada                                   |
| 1998 | Lee Janzen                                 | Estados Unidos                             | Olympic Club                               | São Francisco, Califórnia                  | 280                                        | E                                          | 1 tacada                                   |
| 1997 | Ernie Els                                  | África do Sul                              | Congressional Country Club                 | Bethesda, Maryland                         | 276                                        | –4                                         | 1 tacada                                   |
| 1996 | Steve Jones                                | Estados Unidos                             | Oakland Hills Country Club                 | Bloomfield Hills, Michigan                 | 278                                        | –2                                         | 1 tacada                                   |
| 1995 | Corey Pavin                                | Estados Unidos                             | Shinnecock Hills Golf Club                 | Shinnecock Hills, Nova Iorque              | 280                                        | E                                          | 2 tacadas                                  |
| 1994 | Ernie Els                                  | África do Sul                              | Oakmont Country Club                       | Oakmont, Pennsylvania                      | 279                                        | –5                                         | Playoff                                    |
| 1993 | Lee Janzen                                 | Estados Unidos                             | Baltusrol Golf Club                        | Springfield, New Jersey                    | 272                                        | -8                                         | 2 tacadas                                  |
| 1992 | Tom Kite                                   | Estados Unidos                             | Pebble Beach Golf Links                    | Pebble Beach, California                   | 285                                        | –3                                         | 2 tacadas                                  |
| 1991 | Payne Stewart                              | Estados Unidos                             | Hazeltine National Golf Club               | Chaska, Minnesota                          | 282                                        | –6                                         | Playoff                                    |
| 1990 | Hale Irwin                                 | Estados Unidos                             | Medinah Country Club                       | Medinah, Illinois                          | 280                                        | –8                                         | Playoff                                    |
| 1989 | Curtis Strange                             | Estados Unidos                             | Oak Hill Country Club                      | Rochester, New York                        | 278                                        | –2                                         | 1 tacada                                   |
| 1988 | Curtis Strange                             | Estados Unidos                             | The Country Club                           | Brookline, Massachusetts                   | 278                                        | –6                                         | Playoff                                    |
| 1987 | Scott Simpson                              | Estados Unidos                             | Olympic Club                               | São Francisco, Califórnia                  | 277                                        | –3                                         | 1 tacada                                   |
| 1986 | Ray Floyd                                  | Estados Unidos                             | Shinnecock Hills Golf Club                 | Shinnecock Hills, New York                 | 279                                        | –1                                         | 2 tacadas                                  |
| 1985 | Andy North                                 | Estados Unidos                             | Oakland Hills Country Club                 | Bloomfield Hills, Michigan                 | 279                                        | –1                                         | 1 tacada                                   |
| 1984 | Fuzzy Zoeller                              | Estados Unidos                             | Winged Foot Golf Club                      | Mamaroneck, New York                       | 276                                        | –4                                         | Playoff                                    |
| 1983 | Larry Nelson                               | Estados Unidos                             | Oakmont Country Club                       | Oakmont, Pennsylvania                      | 280                                        | –4                                         | 1 tacada                                   |
| 1982 | Tom Watson                                 | Estados Unidos                             | Pebble Beach Golf Links                    | Pebble Beach, California                   | 282                                        | –6                                         | 2 tacadas                                  |
| 1981 | David Graham                               | Austrália                                  | Merion Golf Club                           | Ardmore, Pennsylvania                      | 273                                        | –7                                         | 3 tacadas                                  |
| 1980 | Jack Nicklaus                              | Estados Unidos                             | Baltusrol Golf Club                        | Springfield, New Jersey                    | 272                                        | –8                                         | 2 tacadas                                  |
| 1979 | Hale Irwin                                 | Estados Unidos                             | Inverness Club                             | Toledo, Ohio                               | 284                                        | E                                          | 2 tacadas                                  |
| 1978 | Andy North                                 | Estados Unidos                             | Cherry Hills Country Club                  | Cherry Hills Village, Colorado             | 285                                        | +1                                         | 1 tacada                                   |
| 1977 | Hubert Green                               | Estados Unidos                             | Southern Hills Country Club                | Tulsa, Oklahoma                            | 278                                        | –2                                         | 1 tacada                                   |
| 1976 | Jerry Pate                                 | Estados Unidos                             | Atlanta Athletic Club                      | Duluth, Georgia                            | 277                                        | –3                                         | 2 tacadas                                  |
| 1975 | Lou Graham                                 | Estados Unidos                             | Medinah Country Club                       | Medinah, Illinois                          | 287                                        | +3                                         | Playoff                                    |
| 1974 | Hale Irwin                                 | Estados Unidos                             | Winged Foot Golf Club                      | Mamaroneck, New York                       | 287                                        | +7                                         | 2 tacadas                                  |
| 1973 | Johnny Miller                              | Estados Unidos                             | Oakmont Country Club                       | Oakmont, Pennsylvania                      | 279                                        | –5                                         | 1 tacada                                   |
| 1972 | Jack Nicklaus                              | Estados Unidos                             | Pebble Beach Golf Links                    | Pebble Beach, California                   | 290                                        | +2                                         | 3 tacadas                                  |
| 1971 | Lee Trevino                                | Estados Unidos                             | Merion Golf Club                           | Ardmore, Pennsylvania                      | 280                                        | E                                          | Playoff                                    |
| 1970 | Tony Jacklin                               | Inglaterra                                 | Hazeltine National Golf Club               | Chaska, Minnesota                          | 281                                        | –7                                         | 7 tacadas                                  |
| 1969 | Orville Moody                              | Estados Unidos                             | Champions Golf Club                        | Houston, Texas                             | 281                                        | +1                                         | 1 tacada                                   |
| 1968 | Lee Trevino                                | Estados Unidos                             | Oak Hill Country Club                      | Rochester, New York                        | 275                                        | –5                                         | 4 tacadas                                  |
| 1967 | Jack Nicklaus                              | Estados Unidos                             | Baltusrol Golf Club                        | Springfield, New Jersey                    | 275                                        | –5                                         | 4 tacadas                                  |
| 1966 | Billy Casper                               | Estados Unidos                             | Olympic Club                               | San Francisco, Califórnia                  | 278                                        | –2                                         | Playoff                                    |
| 1965 | Gary Player                                | África do Sul                              | Bellerive Country Club                     | Saint Louis, Missouri                      | 282                                        | +2                                         | Playoff                                    |
| 1964 | Ken Venturi                                | Estados Unidos                             | Congressional Country Club                 | Bethesda, Maryland                         | 278                                        | –2                                         | 4 tacadas                                  |
| 1963 | Julius Boros                               | Estados Unidos                             | The Country Club                           | Brookline, Massachusetts                   | 293                                        | +9                                         | Playoff                                    |
| 1962 | Jack Nicklaus                              | Estados Unidos                             | Oakmont Country Club                       | Oakmont, Pennsylvania                      | 283                                        | –1                                         | Playoff                                    |
| 1961 | Gene Littler                               | Estados Unidos                             | Oakland Hills Country Club                 | Bloomfield Hills, Michigan                 | 281                                        | +1                                         | 1 tacada                                   |
| 1960 | Arnold Palmer                              | Estados Unidos                             | Cherry Hills Country Club                  | Cherry Hills Village, Colorado             | 280                                        | –4                                         | 2 tacadas                                  |
| 1959 | Billy Casper                               | Estados Unidos                             | Winged Foot Golf Club                      | Mamaroneck, New York                       | 282                                        | +2                                         | 1 tacada                                   |
| 1958 | Tommy Bolt                                 | Estados Unidos                             | Southern Hills Country Club                | Tulsa, Oklahoma                            | 283                                        | +3                                         | 4 tacadas                                  |
| 1957 | Dick Mayer                                 | Estados Unidos                             | Inverness Club                             | Toledo, Ohio                               | 282                                        | +2                                         | Playoff                                    |
| 1956 | Cary Middlecoff                            | Estados Unidos                             | Oak Hill Country Club                      | Rochester, New York                        | 281                                        | +1                                         | 1 tacada                                   |
| 1955 | Jack Fleck                                 | Estados Unidos                             | Olympic Club                               | San Francisco, California                  | 287                                        | +7                                         | Playoff                                    |
| 1954 | Ed Furgol                                  | Estados Unidos                             | Baltusrol Golf Club                        | Springfield, New Jersey                    | 284                                        | +4                                         | 1 tacada                                   |
| 1953 | Ben Hogan                                  | Estados Unidos                             | Oakmont Country Club                       | Oakmont, Pennsylvania                      | 283                                        | –5                                         | 6 tacadas                                  |
| 1952 | Julius Boros                               | Estados Unidos                             | Northwood Club                             | Dallas, Texas                              | 281                                        | +1                                         | 4 tacadas                                  |
| 1951 | Ben Hogan                                  | Estados Unidos                             | Oakland Hills Country Club                 | Bloomfield Hills, Michigan                 | 287                                        | +7                                         | 2 tacadas                                  |
| 1950 | Ben Hogan                                  | Estados Unidos                             | Merion Golf Club                           | Ardmore, Pennsylvania                      | 287                                        | +7                                         | Playoff                                    |
| 1949 | Cary Middlecoff                            | Estados Unidos                             | Medinah Country Club                       | Medinah, Illinois                          | 286                                        | +2                                         | 1 tacada                                   |
| 1948 | Ben Hogan                                  | Estados Unidos                             | Riviera Country Club                       | Pacific Palisades, California              | 276                                        | –8                                         | 2 tacadas                                  |
| 1947 | Lew Worsham                                | Estados Unidos                             | St. Louis Country Club                     | Saint Louis, Missouri                      | 282                                        | –2                                         | Playoff                                    |
| 1946 | Lloyd Mangrum                              | Estados Unidos                             | Canterbury Golf Club                       | Beachwood, Ohio                            | 284                                        | –4                                         | Playoff                                    |
| 1945 | Cancelado devido a Segunda Guerra Mundial  | Cancelado devido a Segunda Guerra Mundial  | Cancelado devido a Segunda Guerra Mundial  | Cancelado devido a Segunda Guerra Mundial  | Cancelado devido a Segunda Guerra Mundial  | Cancelado devido a Segunda Guerra Mundial  | Cancelado devido a Segunda Guerra Mundial  |
| 1944 | Cancelado devido a Segunda Guerra Mundial  | Cancelado devido a Segunda Guerra Mundial  | Cancelado devido a Segunda Guerra Mundial  | Cancelado devido a Segunda Guerra Mundial  | Cancelado devido a Segunda Guerra Mundial  | Cancelado devido a Segunda Guerra Mundial  | Cancelado devido a Segunda Guerra Mundial  |
| 1943 | Cancelado devido a Segunda Guerra Mundial  | Cancelado devido a Segunda Guerra Mundial  | Cancelado devido a Segunda Guerra Mundial  | Cancelado devido a Segunda Guerra Mundial  | Cancelado devido a Segunda Guerra Mundial  | Cancelado devido a Segunda Guerra Mundial  | Cancelado devido a Segunda Guerra Mundial  |
| 1942 | Cancelado devido a Segunda Guerra Mundial  | Cancelado devido a Segunda Guerra Mundial  | Cancelado devido a Segunda Guerra Mundial  | Cancelado devido a Segunda Guerra Mundial  | Cancelado devido a Segunda Guerra Mundial  | Cancelado devido a Segunda Guerra Mundial  | Cancelado devido a Segunda Guerra Mundial  |
| 1941 | Craig Wood                                 | Estados Unidos                             | Colonial Country Club                      | Fort Worth, Texas                          | 284                                        | +4                                         | 3 tacadas                                  |
| 1940 | Lawson Little                              | Estados Unidos                             | Canterbury Golf Club                       | Beachwood, Ohio                            | 287                                        | –1                                         | Playoff                                    |
| 1939 | Byron Nelson                               | Estados Unidos                             | Philadelphia Country Club                  | Gladwyne, Pennsylvania                     | 284                                        | +8                                         | Playoff                                    |
| 1938 | Ralph Guldahl                              | Estados Unidos                             | Cherry Hills Country Club                  | Cherry Hills Village, Colorado             | 284                                        | E                                          | 6 tacadas                                  |
| 1937 | Ralph Guldahl                              | Estados Unidos                             | Oakland Hills Country Club                 | Bloomfield Hills, Michigan                 | 281                                        | -7                                         | 2 tacadas                                  |
| 1936 | Tony Manero                                | Estados Unidos                             | Baltusrol Golf Club                        | Springfield, New Jersey                    | 282                                        | –6                                         | 2 tacadas                                  |
| 1935 | Sam Parks, Jr                              | Estados Unidos                             | Oakmont Country Club                       | Oakmont, Pennsylvania                      | 299                                        | +11                                        | 2 tacadas                                  |
| 1934 | Olin Dutra                                 | Estados Unidos                             | Merion Golf Club                           | Ardmore, Pennsylvania                      | 293                                        | +13                                        | 1 tacada                                   |
| 1933 | Johnny Goodman (Am)                        | Estados Unidos                             | North Shore Country Club                   | Glenview, Illinois                         | 287                                        | –1                                         | 1 tacada                                   |
| 1932 | Gene Sarazen                               | Estados Unidos                             | Fresh Meadow Country Club                  | Queens, New York                           | 286                                        | +6                                         | 3 tacadas                                  |
| 1931 | Billy Burke                                | Estados Unidos                             | Inverness Club                             | Toledo, Ohio                               | 292                                        | +8                                         | Playoff                                    |
| 1930 | Bobby Jones (Am)                           | Estados Unidos                             | Interlachen Country Club                   | Edina, Minnesota                           | 287                                        | –1                                         | 2 tacadas                                  |
| 1929 | Bobby Jones (Am)                           | Estados Unidos                             | Winged Foot Golf Club                      | Mamaroneck, New York                       | 294                                        | +6                                         | Playoff                                    |
| 1928 | Johnny Farrell                             | Estados Unidos                             | Olympia Fields Country Club                | Olympia Fields, Illinois                   | 294                                        | +10                                        | Playoff                                    |
| 1927 | Tommy Armour                               | Estados Unidos                             | Oakmont Country Club                       | Oakmont, Pennsylvania                      | 301                                        | +13                                        | Playoff                                    |
| 1926 | Bobby Jones (Am)                           | Estados Unidos                             | Scioto Country Club                        | Columbus, Ohio                             | 293                                        | +5                                         | 1 tacada                                   |
| 1925 | Willie Macfarlane                          | Escócia                                    | Worcester Country Club                     | Worcester, Massachusetts                   | 291                                        | +7                                         | Playoff                                    |
| 1924 | Cyril Walker                               | Inglaterra                                 | Oakland Hills Country Club                 | Bloomfield Hills, Michigan                 | 297                                        | +9                                         | 3 tacadas                                  |
| 1923 | Bobby Jones (Am)                           | Estados Unidos                             | Inwood Country Club                        | Inwood, New York                           | 297                                        | +8                                         | Playoff                                    |
| 1922 | Gene Sarazen                               | Estados Unidos                             | Skokie Country Club                        | Glencoe, Illinois                          | 296                                        | +8                                         | 1 tacada                                   |
| 1921 | Jim Barnes                                 | Estados Unidos                             | Columbia Country Club                      | Chevy Chase, Maryland                      | 289                                        | +9                                         | 9 tacadas                                  |
| 1920 | Ted Ray                                    | Inglaterra                                 | Inverness Club                             | Toledo, Ohio                               | 295                                        | +7                                         | 1 tacada                                   |
| 1919 | Walter Hagen                               | Estados Unidos                             | Brae Burn Country Club                     | West Newton, Massachusetts                 | 301                                        | +17                                        | Playoff                                    |
| 1918 | Cancelado devido a Primeira Guerra Mundial | Cancelado devido a Primeira Guerra Mundial | Cancelado devido a Primeira Guerra Mundial | Cancelado devido a Primeira Guerra Mundial | Cancelado devido a Primeira Guerra Mundial | Cancelado devido a Primeira Guerra Mundial | Cancelado devido a Primeira Guerra Mundial |
| 1917 | Cancelado devido a Primeira Guerra Mundial | Cancelado devido a Primeira Guerra Mundial | Cancelado devido a Primeira Guerra Mundial | Cancelado devido a Primeira Guerra Mundial | Cancelado devido a Primeira Guerra Mundial | Cancelado devido a Primeira Guerra Mundial | Cancelado devido a Primeira Guerra Mundial |
| 1916 | Chick Evans (Am)                           | Estados Unidos                             | The Minikahda Club                         | Minneapolis, Minnesota                     | 286                                        | -2                                         | 2 tacadas                                  |
| 1915 | Jerome Travers (Am)                        | Estados Unidos                             | Baltusrol Golf Club                        | Springfield, New Jersey                    | 297                                        | +1                                         | 1 tacada                                   |
| 1914 | Walter Hagen                               | Estados Unidos                             | Midlothian Country Club                    | Midlothian, Illinois                       | 290                                        | +2                                         | 2 tacada                                   |
| 1913 | Francis Ouimet (Am)                        | Estados Unidos                             | The Country Club                           | Brookline, Massachusetts                   | 304                                        | +12                                        | Playoff                                    |
| 1912 | John McDermott                             | Estados Unidos                             | Country Club of Buffalo]                   | Buffalo, New York                          | 294                                        | +6                                         | 2 tacadas                                  |
| 1911 | John McDermott                             | Estados Unidos                             | Chicago Golf Club                          | Wheaton, Illinois                          | 307                                        | +3                                         | Playoff                                    |
| 1910 | Alex Smith                                 | Escócia                                    | Philadelphia Cricket Club                  | Philadelphia, Pennsylvania                 | 298                                        | +6                                         | Playoff                                    |
| 1909 | George Sargent                             | Inglaterra                                 | Englewood Golf Club                        | Englewood, New Jersey                      | 290                                        | +2                                         | 4 tacadas                                  |
| 1908 | Fred McLeod                                | Escócia                                    | Myopia Hunt Club                           | South Hamilton, Massachusetts              | 322                                        | —                                          | Playoff                                    |
| 1907 | Alec Ross                                  | Escócia                                    | Philadelphia Cricket Club                  | Philadelphia, Pennsylvania                 | 302                                        | —                                          | 2 tacadas                                  |
| 1906 | Alex Smith                                 | Escócia                                    | Onwentsia Club                             | Lake Forest, Illinois                      | 295                                        | —                                          | 7 tacadas                                  |
| 1905 | Willie Anderson                            | Escócia                                    | Myopia Hunt Club                           | South Hamilton, Massachusetts              | 314                                        | —                                          | 2 tacadas                                  |
| 1904 | Willie Anderson                            | Escócia                                    | Glen View Club                             | Golf, Illinois                             | 303                                        | —                                          | 4 tacadas                                  |
| 1903 | Willie Anderson                            | Escócia                                    | Baltusrol Golf Club                        | Springfield, New Jersey                    | 307                                        | —                                          | Playoff                                    |
| 1902 | Laurie Auchterlonie                        | Escócia                                    | Garden City Golf Club                      | Garden City, New York                      | 307                                        | —                                          | 6 tacadas                                  |
| 1901 | Willie Anderson                            | Escócia                                    | Myopia Hunt Club                           | South Hamilton, Massachusetts              | 331                                        | —                                          | Playoff                                    |
| 1900 | Harry Vardon                               | Inglaterra                                 | Chicago Golf Club                          | Wheaton, Illinois                          | 313                                        | —                                          | 2 tacadas                                  |
| 1899 | Willie Smith                               | Escócia                                    | Baltimore Country Club                     | Lutherville-Timonium, Maryland             | 315                                        | —                                          | 11 tacadas                                 |
| 1898 | Fred Herd                                  | Escócia                                    | Myopia Hunt Club                           | South Hamilton, Massachusetts              | 328                                        | —                                          | 7 tacadas                                  |
| 1897 | Joe Lloyd                                  | Inglaterra                                 | Chicago Golf Club                          | Wheaton, Illinois                          | 162                                        | —                                          | 1 tacada                                   |
| 1896 | James Foulis                               | Escócia                                    | Shinnecock Hills Golf Club                 | Shinnecock Hills, New York                 | 152                                        | —                                          | 3 tacadas                                  |
| 1895 | Horace Rawlins                             | Inglaterra                                 | Newport Country Club                       | Newport, Rhode Island                      | 173                                        | —                                          | 2 tacadas                                  |

(Am) - Amador
E - Par do campo